# Палагано
Палагано (итал. Palagano) је насеље у Италији у округу Модена, региону Емилија-Ромања.
Према процени из 2011. у насељу је живело 682 становника. Насеље се налази на надморској висини од 705 м.

## Становништво
Према резултатима пописа становништва 2011. у општини је живело 2.354 становника.
| 1931. | 1936. | 1951. | 1961. | 1971. | 1981. | 1991. | 2001. | 2011. |
| ----- | ----- | ----- | ----- | ----- | ----- | ----- | ----- | ----- |
| 5.165 | 4.814 | 4.867 | 4.022 | 2.798 | 2.495 | 2.381 | 2.466 | 2.354 |